# V509 Cassiopeiae
A V509 Cassiopeiae egy csillag a Cassiopeia csillagképben.
A V509 Cassiopeiae egy sárga-fehér G színképtípusú hiperóriás. A csillag legalább 7800 fényévnyire van a Földtől. Félszabályos változócsillagnak minősül, a fényessége 4,75-5,5 magnitúdó között változik.
Kees de Jager és Hans Nieuwenhhuijzen, az utrechti Holland Űrkutatási Intézet csillagászai irányításával hat európai ország szakemberei végeztek megfigyeléseket, és megállapították, hogy a hiperóriás csillag hőmérséklete mintegy három évtized alatt 3000 °C-kal növekedett, 2005-ben elérte a 8000 °C-ot, miközben Naphoz viszonyított sugara a korábbi 750-szeresről 400-szorosra csökkent. A megfigyelésről készült tanulmány az Astronomy and Astrophysics c. folyóiratban jelent meg. Alex Lobel belga asztrofizikus, a tanulmány társszerzője a jelenséget megdöbbentőnek nevezte.
A sárga hiperóriások légköre szokatlan: a csillagban zajló fúzió által termelt energia révén fellépő, kifelé ható erők sok esetben nagyobbak a gravitációnál, ezért a Napnál nagyobb tömegű anyagot dobnak le magukról évente.
A csillag sorsa egyelőre ismeretlen. Végezheti szupernóvaként vagy fényes kék változócsillaggá (luminous blue variable, LBV) alakulhat.